# 15-huset
15-huset var en galleria i Tingvallastaden i centrala Karlstad. 
Namnet har att göra med att gallerians entré först låg på Drottninggatan 15. Bland butikerna fanns bland andra Lindex, BR-Leksaker, H&M, Flying Tiger och Intersport. Efter att flertalet av butikerna lagt ned eller flyttat cirka 2022, byggdes entréerna till gallerian igen av andra butiker eller restauranger. 
Gallerian var ursprungligen ett EPA-varuhus åren 1962–1978. 